# Spoorlijn München - Lindau
De spoorlijn München – Lindau ook wel Allgäubahn genoemd is een Duitse spoorlijn als spoorlijn 5503 München Hbf – München-Pasing, 5520 München-Pasing – Buchloe en 5362 Buchloe – Lindau onder beheer van DB Netze. De spoorlijn was onderdeel van de Ludwig-Süd-Nord-Bahn in de deelstaat Beieren.
Niet te verwarren met de Württemberger Allgäubahn die tussen (Lindau –) Hergatz en Aulendorf (– Ulm) loopt.

## Geschiedenis
Het traject werd door de Königlich Bayerische Staats-Eisenbahnen in fases geopend:
- 25 augustus 1843: (Augsburg –) Buchloe – Kaufbeuren
- 1 september 1847: Kaufbeuren – Kempten (Allgäu)
- 1 mei 1852: Kempten (Allgäu) – Immenstadt im Allgäu
- 1 mei 1853: Immenstadt im Allgäu – Oberstaufen
- 1 september 1853: Oberstaufen – Lindau Stadt
- 1 mei 1873: doorgaand treinverkeer tussen München en Kaufering

## Treindiensten

### DB
De Deutsche Bahn verzorgde tot 29 december 2007 het personenvervoer op dit traject met RE-treinen.

#### TEE
Trans Europ Express (TEE) was de benaming voor een netwerk van luxueuze binnenlandse en internationale sneltreinen in Europa, dat van start ging in 1957.
Het concept was bedacht door F.Q. den Hollander, toenmalig president-directeur van de Nederlandse Spoorwegen.
De TEE Bavaria was in 1969 in het TEE-net opgenomen. Het betrof een opwaardering van de bestaande D-trein met dezelfde naam. Deze was op aandringen van de DB tot stand gekomen omdat ze op de net gemoderniseerde Allgäubahn een TEE wilde hebben in plaats van slechts een gewone D-trein. Door het schrappen van een aantal tussenstops werd de totale reistijd tot iets meer dan vier uur teruggebracht.
De Bavaria reed op dit traject tussen München en Lindau.

#### Euro City
Op 31 mei 1987 richtten de spoorwegmaatschappijen van de Europese Unie, Oostenrijk en Zwitserland met 64 treinen het EuroCity-net als opvolger van de Trans Europ Express (TEE) op. In tegenstelling tot de TEE kent de EuroCity naast eerste klas ook tweede klas.
De Euro City Bavaria was de voortzetting als Eurocity. Sinds 2002 rijdt deze trein echter zonder naam tussen Zürich en München.
De Bavaria reed op dit traject tussen München en Lindau.

## Intercity
- IC 2012/2013 Allgäu Oberstdorf – Hannover – Leipzig
- IC 2084/2085 Nebelhorn Oberstdorf – Augsburg – Hamburg

### S-Bahn
De S-Bahn, meestal de afkorting voor Stadtschnellbahn, soms ook voor Schnellbahn, is een in Duitsland ontstaan (elektrisch) treinconcept, tussen de RegionalBahn (stoptrein) en de Stadtbahn (stadsvervoer) in. De S-Bahn maakt meestal gebruik van de normale spoorwegen om grote steden te verbinden met andere grote steden of forensengemeenten. De treinen rijden volgens een vaste dienstregeling met een redelijk hoge frequentie.

#### S-Bahn van München
Op het traject tussen Geltendorf en Luchthaven München Franz Josef Strauß rijdt er elke 20/40 minuten een trein van de S-Bahn S 8.
- S8 Geltendorf ↔ Flughafen München: Geltendorf – Grafrath – Buchenau – Fürstenfeldbruck – M.-Pasing – M.-Laim – M.-Donnersbergerbrücke – M-Hbf. – M.-Karlsplatz (Stachus) – M.-Marienplatz – M.-Ostbf. – M.-Leuchtenbergring – Flughafen München Besucherpark – Flughafen München

### ALEX

#### Allgäu-Express
De Allgäu-Express (afgekort ALEX) was vanaf december 2002 een samenwerkingsverbond van de Länderbahn en de SBB GmbH, een dochteronderneming van de SBB. De samenwerking werd per 9 december 2007 ontbonden.

#### Arriva-Länderbahn-Express

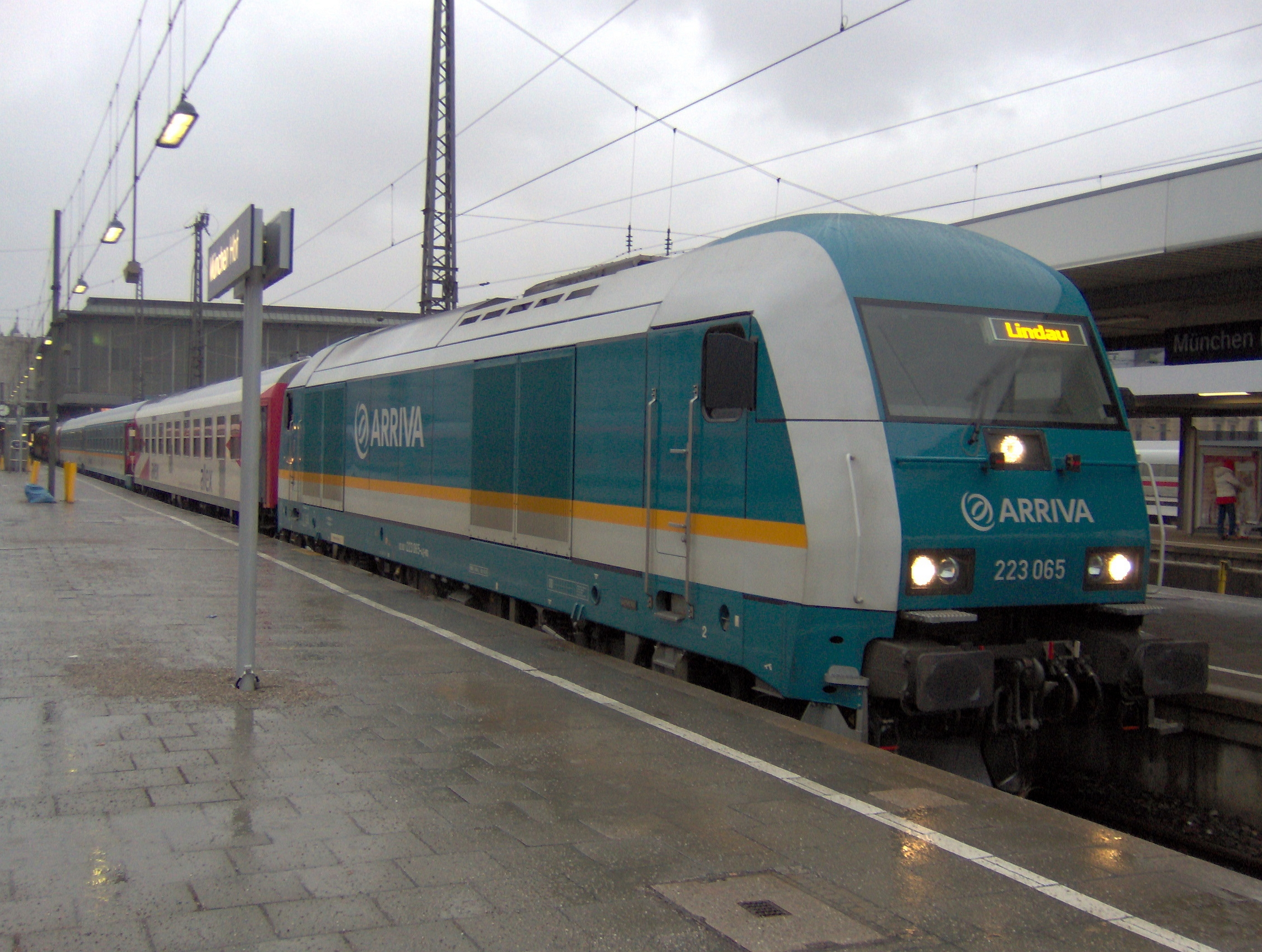
ALEX in München Hauptbahnhof naar Lindau

De Arriva-Länderbahn-Express (afgekort ALEX) is  vanaf 9 december 2007 een door Arriva geëxploiteerde RE trein in Bayern.
De bedrijfsvoering is in handen van de Vogtlandbahn. De Vogtlandbahn is een dochteronderneming van de Länderbahn.

## Aansluitingen
In de volgende plaatsen was of is er een aansluiting van de volgende spoorwegmaatschappijen:

### München Hbf
- Maximiliansbahn spoorlijn tussen Ulm en München
- Isartalbahn spoorlijn tussen München-Isartalbahnhof (gelegen in Sendling) en Bichl
- München – Garmisch-Partenkirchen spoorlijn tussen München en Garmisch-Partenkirchen
- München-Pasing – Herrsching spoorlijn tussen München-Pasing en Herrsching
- München – Nürnberg spoorlijn tussen München en Nürnberg
- München – Regensburg spoorlijn tussen München en Regensburg
- München – Flughafen spoorlijn tussen München en Flughafen München Franz Josef Strauß
- München – Mühldorf spoorlijn tussen München en Mühldorf
- München – Rosenheim spoorlijn tussen München en Rosenheim
- München – Lenggries spoorlijn tussen München en Lenggries
- Münchner Nordring goederenspoorlijn aan de noordzijde van München
- U-Bahn München (MVG) metro München
- Straßenbahn München (MVG) stadstram München

### München Pasing
- Maximiliansbahn spoorlijn tussen Ulm en München
- München – Garmisch-Partenkirchen spoorlijn tussen München en Garmisch-Partenkirchen
- München-Pasing – Herrsching spoorlijn tussen München-Pasing en Herrsching
- U-Bahn München (MVG) metro München
- Straßenbahn München (MVG) stadstram München

### Genteldorf
- Ammerseebahn spoorlijn tussen Mering en Weilheim

### Kaufering
- Lechfeldbahn spoorlijn tussen Augsburg en Landsberg (Lech)

### Buchloe
- Augsburg – Buchloe spoorlijn tussen Augsburg en Buchloe
- Buchloe – Memmingen spoorlijn tussen Buchloe en Memmingen

### Kaufbeuren
- Kaufbeuren – Schongau spoorlijn tussen Kaufbeuren en Schongau

### Biessenhofen
- Biessenhofen – Füssen spoorlijn tussen Biessenhofen en Füssen

### Aitrang
- Op 9 februari 1971 verongelukte de SBB RAm 501 bij Aitrang.

### Kempten (Allgau)
- Illertalbahn spoorlijn tussen Ulm en Obersdorf
- Außerfernbahn spoorlijn tussen Garmisch-Partenkirchen en Kempten
- Kempten – Isny spoorlijn tussen Kempten en Isny

### Immenstadt
- Illertalbahn spoorlijn tussen Ulm en Obersdorf

### Hergatz
- Allgäubahn spoorlijn tussen Hergatz en Aulendorf

### Lindau
- Bodenseegürtelbahn spoorlijn tussen Radolfzell en Lindau
- Vorarlbergbahn spoorlijn tussen Lindau en Bludenz
- Er was een spoorpont op het traject tussen Romanshorn en Lindau van 1869 tot 1939

## Elektrische tractie
Het traject tussen München en Geltendorf en de Vorarlbergbahn werden geëlektrificeerd met een spanning van 15.000 volt 16 2/3 Hz wisselstroom.